# Piestus penicillatus
Piestus penicillatus är en skalbaggsart som först beskrevs av Johan Wilhelm Dalman 1821.  Piestus penicillatus ingår i släktet Piestus och familjen kortvingar. Inga underarter finns listade i Catalogue of Life.